# Menesia sulphurata
Menesia sulphurata är en skalbaggsart som först beskrevs av Friedrich-August von Gebler 1825.  Menesia sulphurata ingår i släktet Menesia och familjen långhorningar.
Artens utbredningsområde är Kazakstan. Inga underarter finns listade i Catalogue of Life.